# أوركس، ماست داي! 3
أُوركس، ماست داي! 3، هي لعبة فيديو أمريكية من نوع قتال لعب جماعي، وهي من تطوير ونشر روبوت إنترتيمنت، صدرت في المتاجر الإلكترونية سنة 2020، حيث تعمل على منصات عدة، وهي ستاديا ومايكروسوفت ويندوز وبلاي ستيشن 4 وبلاي ستيشن 5 وإكس بوكس ون وإكس بوكس سيرياس إكس وإس، تدعم اللعبة 19 لغة، ومن بينها العربية.

## المواقع الخارجية
- الموقع الرسمي بالإنجليزية
- أوركس، ماست داي! 3 على موبي غيمز